# Kings Canyon (Território do Norte)

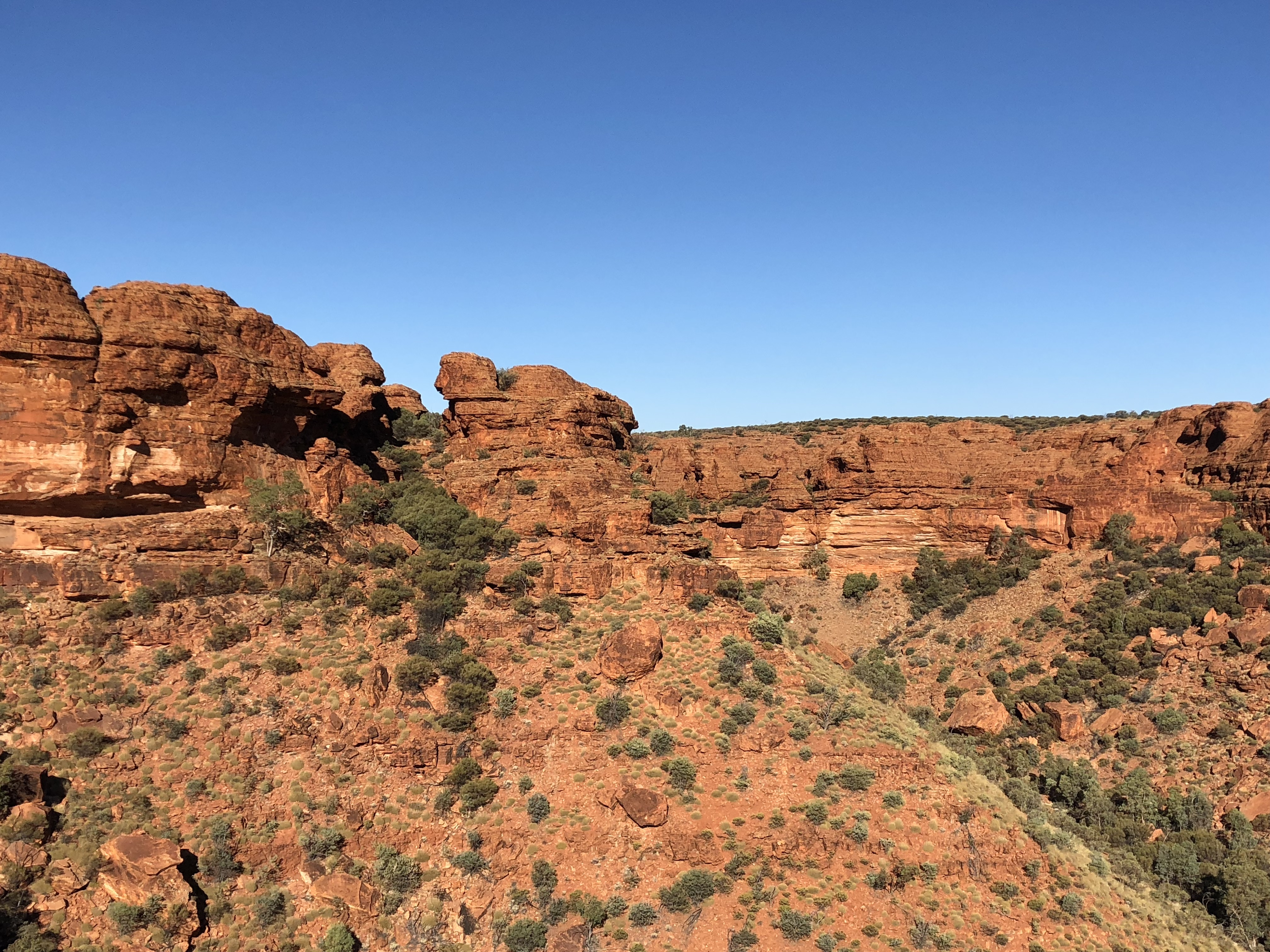
Vista da parte superior do cânion.

O Kings Canyon é um desfiladeiro no Território do Norte da Austrália, localizado no extremo oeste da Cordilheira George Gill, cerca de 323 quilômetros a sudoeste de Alice Springs e cerca de 1.316 quilômetros ao sul de Darwin, dentro do Parque Nacional Watarrka.